# Центеа (Бистрица-Насауд)
Центеа (рум. Țentea) насеље је у Румунији у округу Бистрица-Насауд у општини Киокиш. Oпштина се налази на надморској висини од 361 m.

## Становништво
Према подацима из 2002. године у насељу је живело 189 становника, од којих су сви румунске националности.